# Marim ja...
Marim ja... je sedmi studijski album novosadskog kantautora Đorđa Balaševića. Objavljen je 1991. godine. Ističu se pjesme "Ringišpil" i "Slabo divanim mađarski".

## Popis pjesama
1. Čovek za koga se udala Buba Erdeljan (5:55)
2. Ringišpil (5:44)
3. Slabo divanim mađarski (3:21)
4. Marim ja... (4:13)
5. Nevernik (3:42)
6. Divlji badem (2:40)
7. Citron pesma (3:01)
8. Olelole (3:48)
9. Kako su zli dedaci razbucali proslavu godišnjice braka kod mog druga Jevrema (4:38)